# Campeonato Africano de Atletismo de 2012 - Lançamento de disco masculino
A prova do lançamento de disco masculino do Campeonato Africano de Atletismo de 2012 foi disputada no dia 29 de junho de 2012 no Estádio Charles de Gaulle em Porto Novo,  no Benim. 

## Recordes
Antes desta competição, os recordes mundiais e do campeonato nesta prova eram os seguintes:
|                       | Nome          | Nacionalidade     | Distância | Local             | Data                |
| --------------------- | ------------- | ----------------- | --------- | ----------------- | ------------------- |
| Recorde mundial       | Jürgen Schult | Alemanha Oriental | 74m 08cm  | Neubrandenburg    | 6 de junho de 1986  |
| Recorde do campeonato | Frantz Kruger | África do Sul     | 63m 85cm  | Brazzaville       | 14 de julho de 2004 |
| Recorde africano      | Frantz Kruger | África do Sul     | 70m 32cm  | Salon-de-Provence | 26 de maio de 2002  |

## Medalhistas
| Ouro               | Prata                      | Bronze              |
| Victor Hogan (RSA) | Yasser Ibrahim Farag (EGY) | Russel Tucker (RSA) |

## Cronograma
Todos os horários são locais (UTC+1).
| Data        | Hora  | Evento |
| ----------- | ----- | ------ |
| 29 de junho | 15:05 | Final  |

## Resultado final
| Posição           | Atleta                  | Nacionalidade   | #1    | #2    | #3    | #5    | #5    | #6    | Resultados | Notas            |
| ----------------- | ----------------------- | --------------- | ----- | ----- | ----- | ----- | ----- | ----- | ---------- | ---------------- |
| Medalha de ouro   | Victor Hogan            | África do Sul   | 58.76 | x     | 60.89 | 61.80 | x     | x     | 61.80      |                  |
| Medalha de prata  | Yasser Ibrahim Farag    | Egito           | 57.30 | 53.03 | x     | 57.47 | x     | 59.61 | 59.61      |                  |
| Medalha de bronze | Russel Tucker           | África do Sul   | 57.99 | 55.80 | x     | 57.76 | x     | x     | 57.99      |                  |
| 4                 | Ali Jlela Ali           | Líbia           | 55.84 | x     | x     | x     | x     | 49.36 | 55.84      |                  |
| 5                 | Donovan Snyman          | África do Sul   | 54.55 | 51.52 | 52.47 | x     | 54.95 | x     | 54.95      |                  |
| 6                 | Elvino Pierre-Louis     | Ilhas Maurícias | 54.55 | 44.68 | 42.80 | x     | 49.02 | 48.49 | 54.55      | Recorde nacional |
| 7                 | Xavio Timchou Tallam    | Camarões        | x     | 41.06 | x     | 40.26 | 51.04 | x     | 51.04      |                  |
| 8                 | Essohounamondom Tchalim | Togo            | 46.06 | 45.74 | 39.42 | 39.66 | x     | x     | 46.06      |                  |
| 9                 | Romainio Houndeladji    | Benim           | x     | x     | 35.28 |       |       |       | 35.28      |                  |
| 10                | Romuald Agbahoungba     | Benim           | x     | x     | 34.17 |       |       |       | 34.17      |                  |
| 11 !              | Omar Ahmed El Ghazaly   | Egito           |       |       |       |       |       |       | DNS        |                  |
| 11 !              | Mitku Tilanhun          | Etiópia         |       |       |       |       |       |       | DNS        |                  |

Legenda
| Recorde mundial       | Recorde mundial (World record)               |                       | Recorde africano                      | Recorde africano (African) |                                           | Q | Classificado por posição (Qualified) |
| Recorde do campeonato | Recorde do campeonato (Championship record)  | Recorde da América    | Recorde da América (Americas)         | q                          | Classificado por melhor tempo (Qualified) |   |                                      |
| Melhor marca do ano   | Melhor marca do ano (World leading)          | Recorde asiático      | Recorde asiático (Asian)              | DNS                        | Não largou (Did not start)                |   |                                      |
| Recorde nacional      | Recorde nacional (National record)           | Recorde europeu       | Recorde europeu (European)            | DNF                        | Não terminou (Did not finish)             |   |                                      |
| Recorde pessoal       | Recorde pessoal do atleta (Personal best)    | Recorde da Oceania    | Recorde da Oceania (Oceania)          | DSQ / DQ                   | Desclassificado (Disqualified)            |   |                                      |
| Recorde da temporada  | Recorde da temporada do atleta (Season best) | Recorde sul-americano | Recorde sul-americano (South America) | NM                         | Sem marca (No mark)                       |   |                                      |